# Чессмен, Кэрил
Кэ́рил Уи́ттлер Че́ссмен (27 мая 1921, Сент-Джозеф (Миссури) — 2 мая 1960) — американский писатель, преступник, грабитель и насильник, получивший общенациональную известность, находясь на протяжении почти двенадцати лет в камере смертников в тюрьме Калифорнии. Его случай стал поводом для развития движения за запрет смертной казни в США.

## Биография
Родился в городе Сент-Джозеф (штат Мичиган) в бедной семье. В детстве был очень болезненным, пять лет болел пневмонией, затем перенёс менингит и дифтерию. Начал жизнь вне закона с юности, угоняя автомобили и совершая мелкие кражи, и большую часть своей взрослой жизни провёл за решёткой. До марта 1941 года побывал в исправительной школе (откуда дважды сбегал) и был четыре раза заключен в тюрьму округа за вооружённые нападения и угоны автомобилей; в марте 1941 года был посажен в тюрьму Сан-Квентин на срок от шестнадцати лет до пожизненного заключения за грабёж, вооружённое нападение и покушение на убийство. В 1943 году сбежал из тюрьмы, в 1944 году вновь пойман, в 1947 — условно-досрочно освобождён, но был вновь арестован уже 23 января 1948 года.
Свои преступления в этот период он совершал с помощью так называемого «красного света»: прячась на автомобиле в укромных местах по ночам, он давал проезжающим машинам сигнал красного света, выдавая себя за полицейского; когда люди останавливались и открывали окна или выходили из машины, он грабил их, а женщин насиловал. Несколько раз он совершал вооружённые ограбления уличных прохожих в парках Лос-Анджелеса, а также брал в заложники женщин, под дулом пистолета принуждая их к различным сексуальным извращениям. Поскольку по калифорнийским законам того времени за любое нанесённое жертве телесное повреждение допускалась смертная казнь, то 18 мая 1948 года Чессмен был приговорён к высшей мере наказания по совокупности своих преступлений. На суде, Чессмен пытался защищаться, отказавшись от услуг адвоката, и утверждал, что невиновен, а все обвинения против него сфабрикованы.
Находясь в заключении, Чессмену удалось привлечь огромное внимание общественности к своему процессу посредством писем и статей, которые он писал, и находил возможность передавать их в печать. Также он написал в тюрьме четыре книги: Cell 2455, Death Row (1954, автобиография), Trial by Ordeal (1955), The Face of Justice (1957) и роман The Kid Was A Killer (1960). Последний роман был написан им раньше других произведений, но в 1954 году изъят тюремной администрацией, возвращён Чессмену в 1957 году и издан лишь после его смерти в 1960 году. Права на автобиографию он продал в 1955 году кинокомпании Columbia Pictures, которой по мотивам книги был снят одноимённый фильм в 1955 году; главным мотивом этого фильма было то, что преступником Чессмена сделало общество, в котором он жил.
Его книги стали бестселлерами не только в США, но и в странах Латинской Америки, и привели к созданию целого движения, выступавшего за отмену его смертного приговора, а в адрес губернатора Калифорнии поступало огромное количество писем с просьбами помиловать Чессмена, причём среди отправителей были многие очень известные американские и зарубежные общественные деятели, включая Олдоса Хаксли, Рэя Брэдбери и даже бывшую первую леди США Элеонору Рузвельт.
Кэрил Чессмен стал одним из самых долгоживущих заключённых-смертников — он провёл в камере одиннадцать лет и восемь месяцев, подав за это время десятки апелляций и успешно добившись отсрочки смертной казни восемь раз. Последняя отсрочка была предоставлена ему губернатором Калифорнии 19 февраля 1960 года. В очередной раз законодательное собрание штата отказалось заменить смертную казнь пожизненным заключением, и 2 мая 1960 года Чессмен был казнён в газовой камере.
О жизни Чессмена и его влиянии на дебаты о смертной казни США было написано несколько научных работ.